# 安菲波利斯

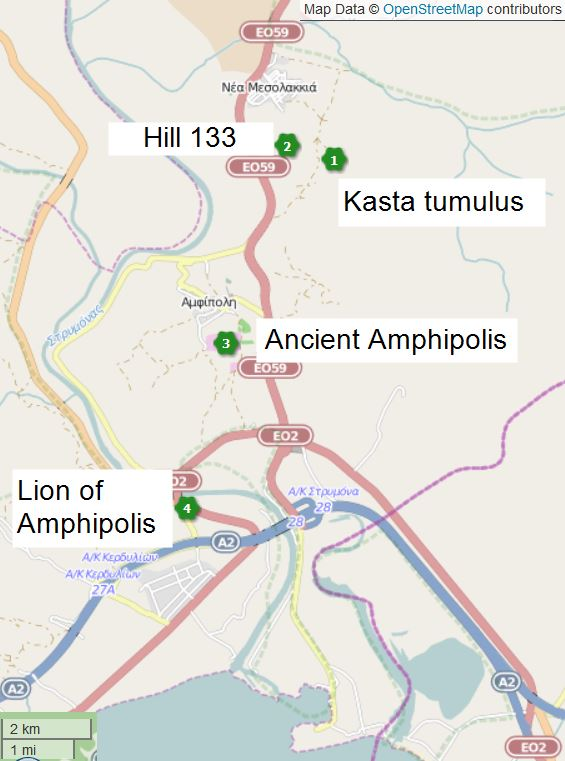
安菲波利斯在地图上的位置

安菲波利斯（羅馬化：Amfipoli，羅馬化：Amphípolis），《圣经和合本》译为暗妃坡里，作为一个宏伟的古希腊城邦而广为人知，后来成为罗马帝国的一座城市，现在在这里仍然能看到很多其引人注目的遗迹。
在这座城市发生过的著名的历史事件，例如公元前422年，斯巴达人和雅典人在该地爆发的战斗。亚历山大大帝也在这里为领导对亚洲的征服而进行准备。 亚历山大大帝的三个最杰出的海军将领尼阿库斯、阿德洛屯厄斯和拉俄墨东居住在这个城市，这座城市也是在亚历山大大帝死后，他的妻子罗克珊娜和他们的小儿子亚历山大四世被流放的地方，后来他们被谋杀。
在城市内和城市周边的发掘工作已经揭示了重要的建筑、古代城墙和陵墓。 这些发现在安菲波利斯考古博物馆中展出。 在附近的广阔的喀斯特埋葬冢，一个重要的古代马其顿墓最近重见天日。"安菲波利斯之狮"纪念碑是一个受观光者欢迎的目的地。
安菲波利斯如今位于埃多尼斯地区，中马其顿大区塞雷专区的同名市镇内，市镇的行政中心为罗佐利沃斯镇。

## 历史

### 起源

安菲波利斯地图

公元前5世纪，雅典寻求巩固其控制的色雷斯地区，这具有重要战略意义，原因是这里出产重要的原料(潘盖翁山的金银矿和森林所提供的木材)，和其所连接的海路对雅典从塞西亚获得谷物补给而言至关重要。在公元前497年由米利都僭主希斯提亚埃乌斯第一次的殖民尝试以失败告终后，雅典人在公元前465年在厄尼亚-荷多依（或“九路”）建立了第一个殖民地，但是这些第一批一万人殖民者遭到了色雷斯人的屠杀. 第二次殖民的尝试在公元前437年，仍是发生在同一地点，在尼西亚斯之子哈格农的指挥下，这次殖民取得了成功。 这座城市和它的第一座城墙也建立于这个时候。
新的殖民地被命名为安菲波利斯(古希腊语字面上意为，"在城市周围")，这个名字的词源成为许多辩论的主题。 修昔底德主张这个名字来自于流经“城市周围”的斯特律蒙河； 然而在苏达辞书中 (在佛提乌词典中也提到)提供了一个不同的解释，似乎是由佩里安德之子 马西亚斯给出：安菲波利斯的很大比例的人口生活在“城市周围”。 然而，一个更可能的解释是一个由朱利叶斯·波吕克斯给出的：这个名字表明一座地峡在这座城市附近。